# Metropolia Changanacherry
Metropolia Changanacherry – metropolia Syromalabarskiego Kościoła katolickiego w Indiach. Erygowana w dniu 29 czerwca 1956 roku. W skład metropolii wchodzi 1 archieparchia i 3 eparchie.
W skład metropolii wchodzą:
- - Archieparchia Changanacherry
  - Eparchia Kanjirapally
  - Eparchia Palai
  - Eparchia Thuckalay